# سيف يوسف (مخرج)
سيف يوسف (1985 -) هو مخرج سينمائي وتلفزيوني أردني يقيم في مصر.

## مسيرته
منتج ومخرج منفذ مصري، قام بالمشاركة في إنتاج بعض الأعمال مثل: فيلم (الوعد) عام 2008، ومسلسل (طريقي) عام 2015، كما تولى الإخراج التنفيذي لبعض الأعمال التليفزيونية مثل: (مدرسة الاستاذ بهجت)، (الكبير أوي 1)، ومسلسل (فيرتيجو).

## أعماله[8][9]
بحر الماس
2023 - فيلم
(مخرج)
60 يوم
2021 - مسلسل
(مخرج)
الكهف
2020 - مسلسل
(مخرج)
المغامرون الخمسة: الكوخ المحترق
2020 - فيلم
(مخرج)
عمر خريستو
2019 - فيلم
(مخرج)
جدو نحنوح
2018 - فيلم
(مخرج)
سرايا حمدين
2018 - مسلسل
(مخرج)
نصيبي وقسمتك 2
2017 - مسلسل
(مخرج)
الكبريت الأحمر ج1
2016 - مسلسل
(مخرج)
نوايا بريئة
2016 - مسلسل
(مخرج الوحدة الأولى)
فيرتيجو
2012 - مسلسل
(مخرج منفذ)
الكبير أوي ج1
2010 - مسلسل
(مخرج منفذ)
مدرسة الاستاذ بهجت
2006 - مسلسل
(مخرج منفذ)